# Энгель, Иоганн Якоб
Иога́нн Якоб Э́нгель (нем. Johann Jakob Engel; немецкое произношение: [ˈjoːhan ˈjaːkɔp ˈɛŋl̩]) — немецкий писатель, философ и театральный деятель. Воспитатель будущего короля Пруссии Фридриха-Вильгельма III.

## Биография
Родился в Пархиме, герцогство Мекленбург-Шверин. Учился в Ростоке и Бютцове, философии в Лейпциге, где он и получил докторскую степень. В 1776 году был назначен профессором этики и художественной литературы в училище Иоахимсталь, Берлин, спустя несколько лет он стал воспитателем наследница (будущего короля Пруссии Фридриха-Вильгельма III).

## Творчество
Принадлежал к числу талантливейших представителей труппы северонемецких писателей, склонявшихся к просветительному и морализующему рационализму. Лессинг был их образцом, ясная художественная проза — любимой формой, которой он сообщил особую прелесть. Его комедии «Der dankbare Sohn» (1771), «Die Apotheke» (1771) и драма «Der Edelknabe» (1774) имели большой успех, равно как и бытовой семейный роман «Lorenz Starck». Главное произведение Энгеля — «Der Philosoph für die Welt» (1775—1777) — род философских бесед, где мелкие рассказы и картины перемешаны с моральными и эстетическими рассуждениями («Tobias Witt», «Traum des Galilei», «Entzückung des Las Casas»).